# Hagenacker

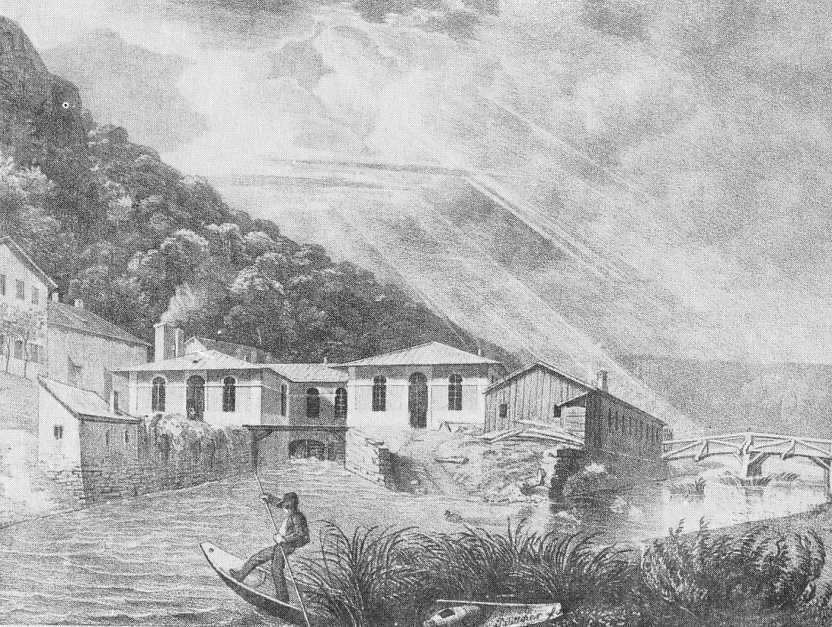
Eisenhammerwerk Hagenacker an der Altmühl, Lithographie von Emil Büttner, um 1835

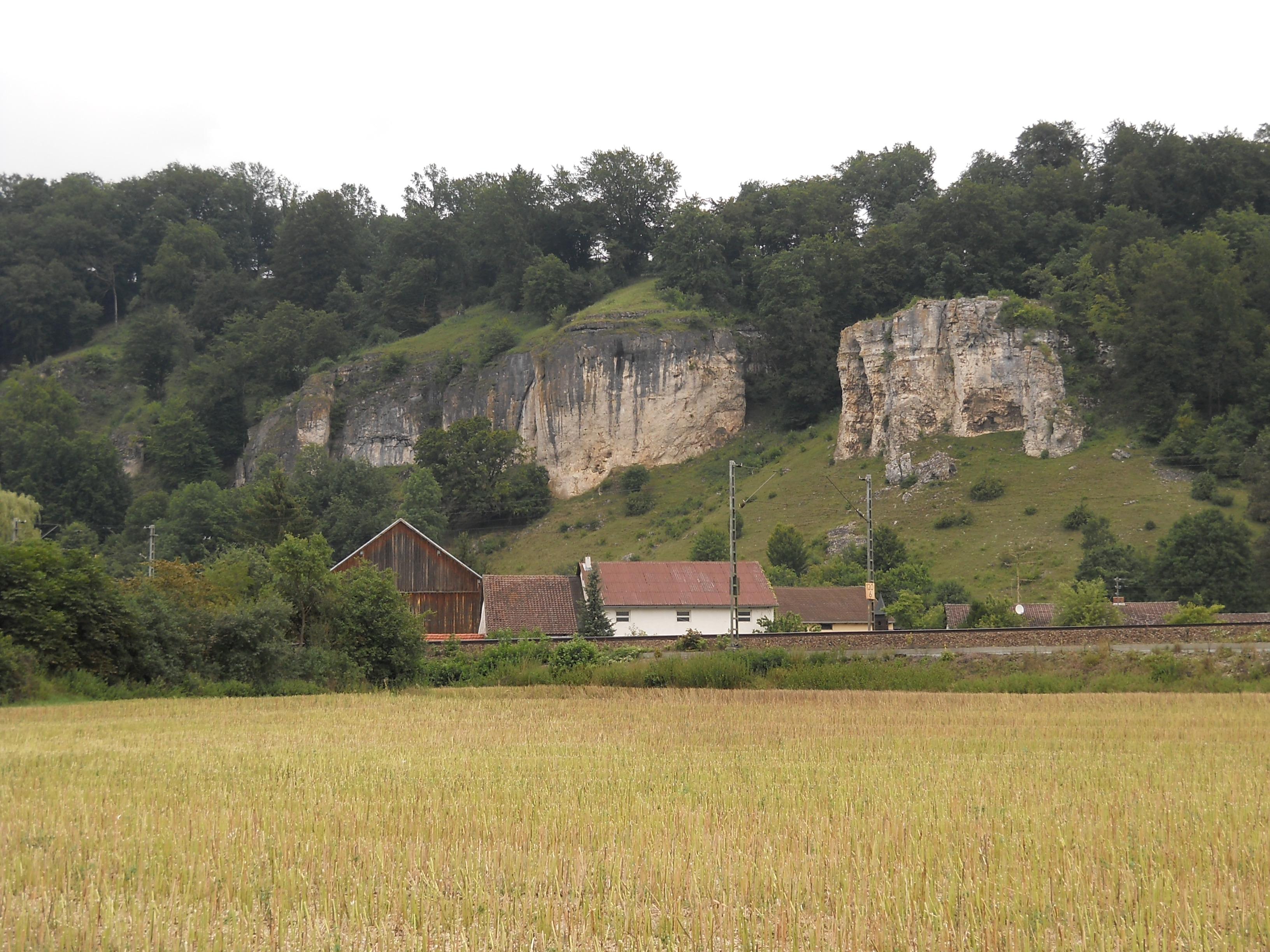
Hagenacker

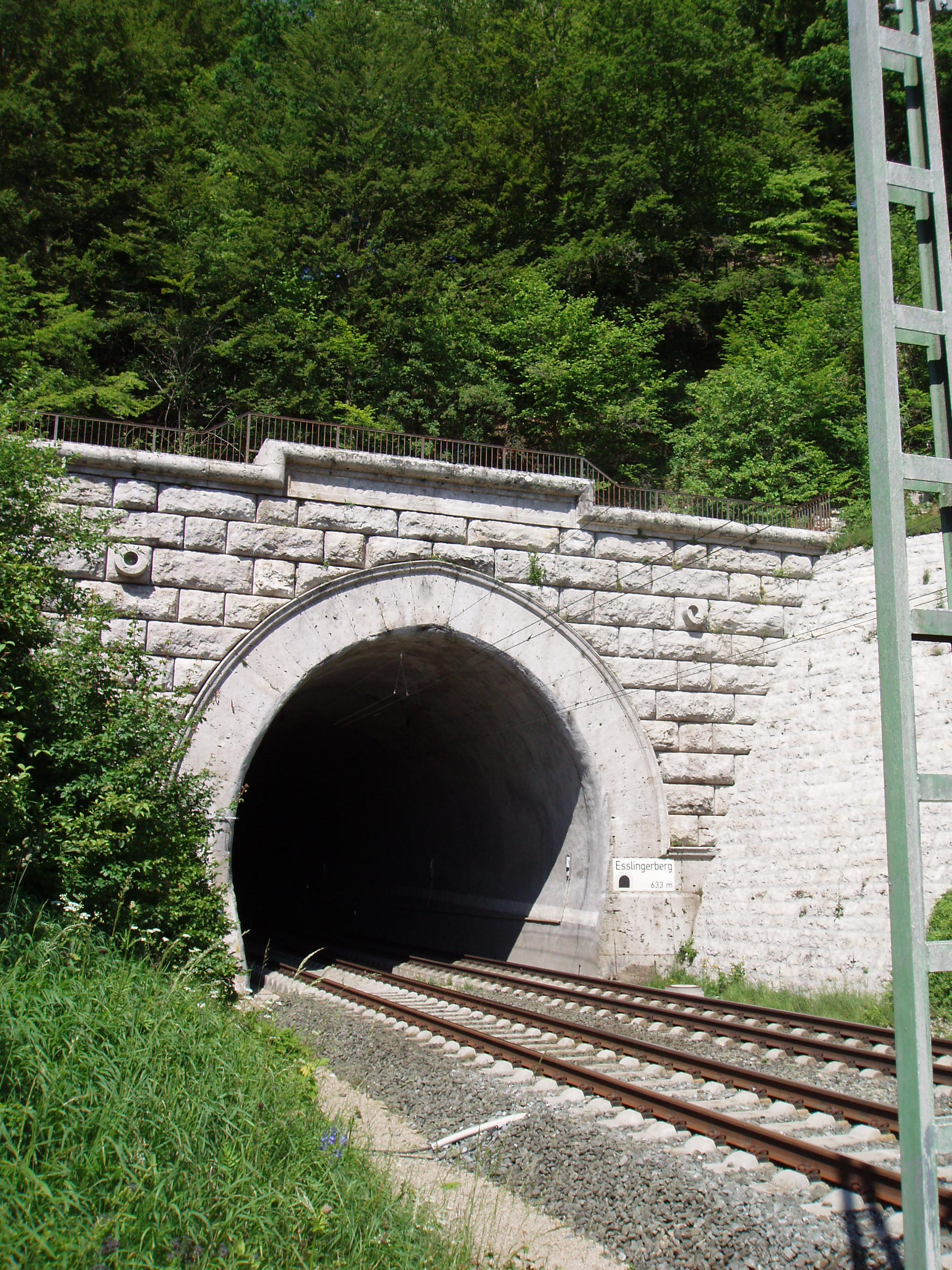
Eßlingerbergtunnel von Hagenacker her

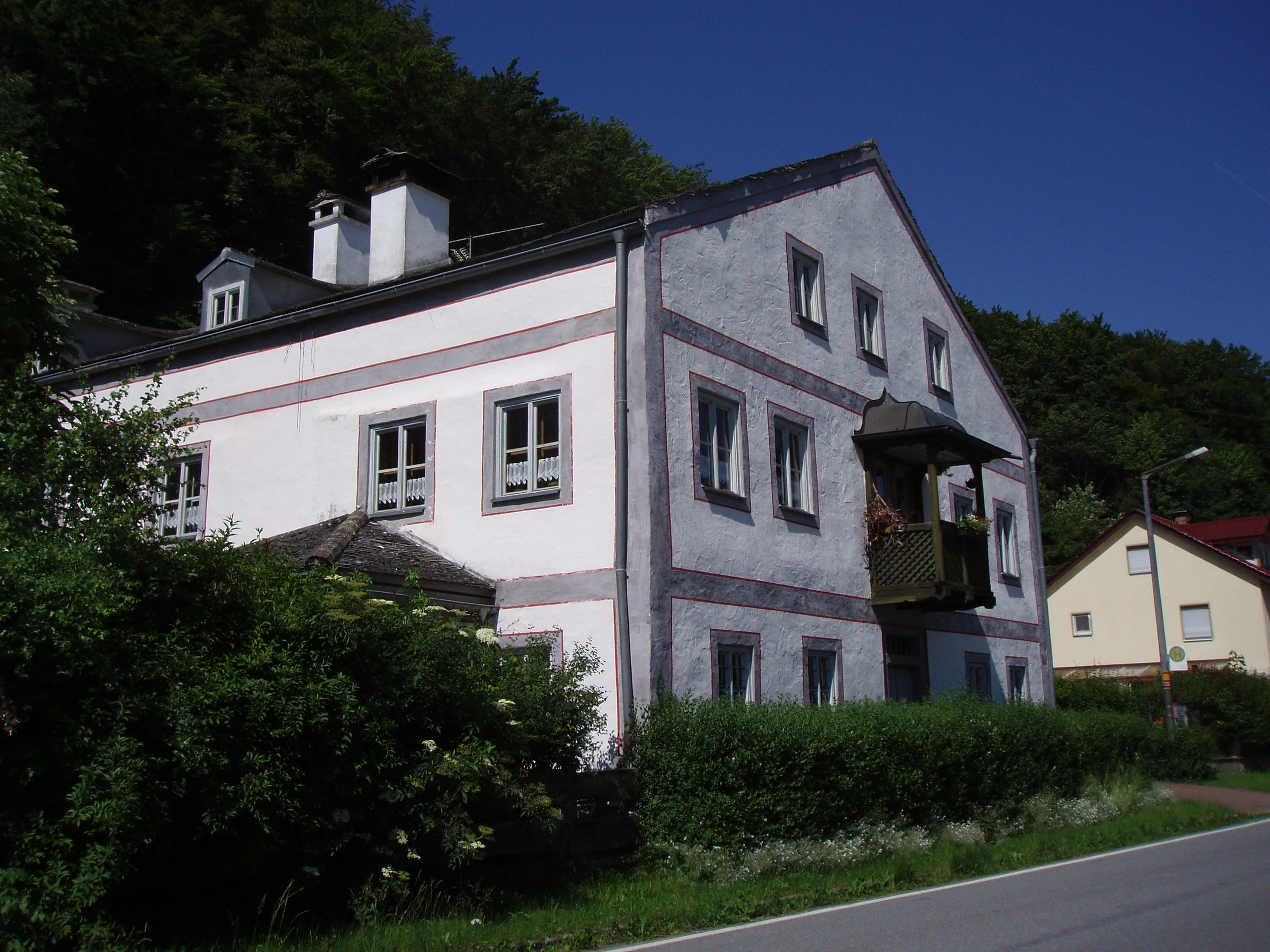
Herrenhaus des ehemaligen Hammerwerkes

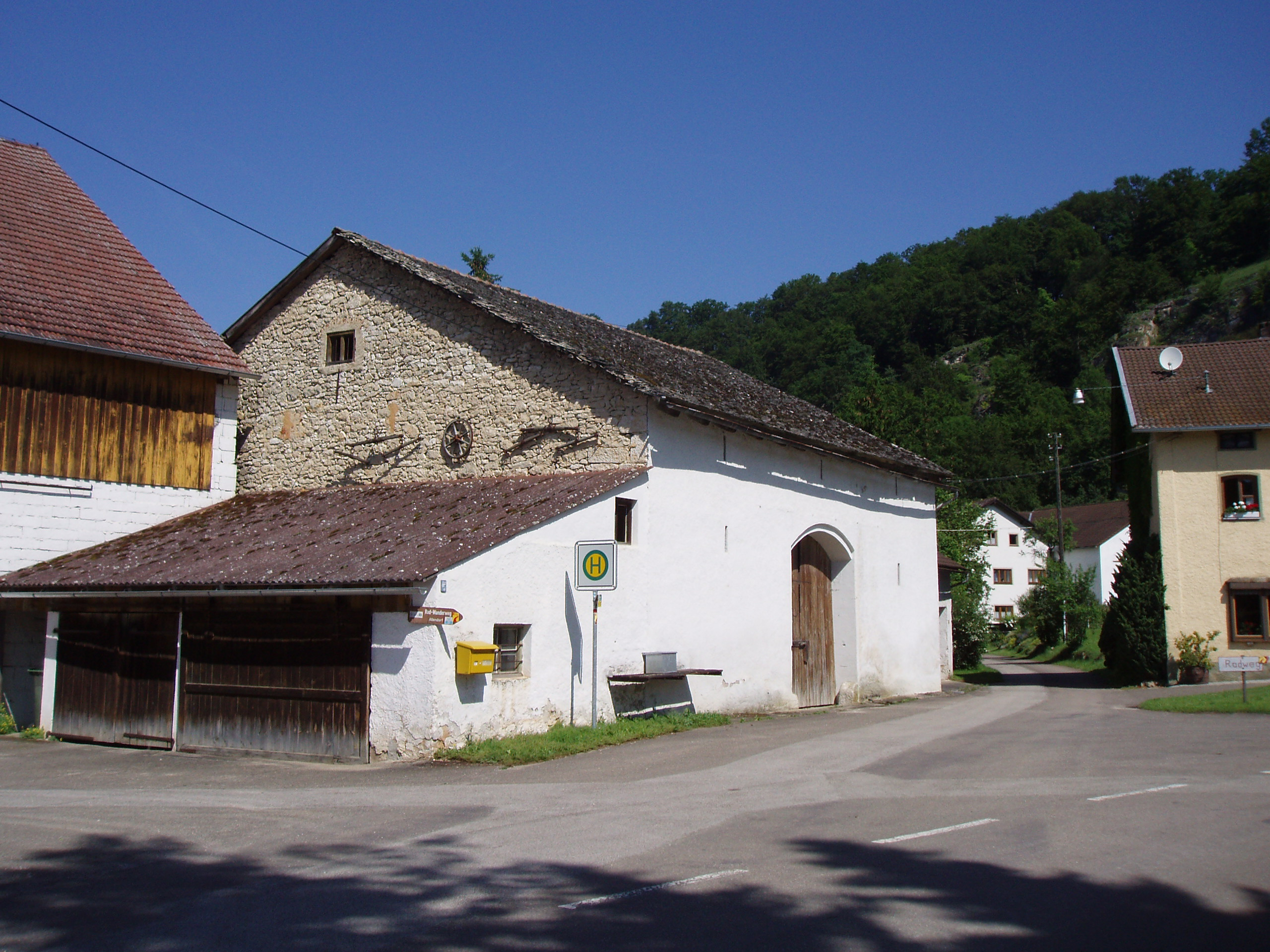
Jurastadel in Hagenacker

Hagenacker ist ein Gemeindeteil des Marktes Dollnstein im oberbayerischen Landkreis Eichstätt mit etwa 30 Einwohnern.

## Lage
Das Dorf um das ehemalige Eisenhammerwerk liegt im Naturpark Altmühltal, zweigeteilt an der Altmühl und an der Bahnlinie Dollnstein-Treuchtlingen am südlichen und nördlichen Altmühltalrand. Von Dollnstein aus liegt der Ort zwei Kilometer in nordwestlicher Richtung.

## Geschichte
1377 wurde das Hammerwerk erstmals genannt. Zum Antrieb der eisenverarbeitenden Hämmer wurde die Altmühl mittels eines heute noch erhaltenen Wehrs aufgestaut und in einen Werkskanal abgeleitet. 1493 ist ein „Loenhard Weischer“ als Hammermeister erwähnt. 1513 verkaufte der Eichstätter Fürstbischof Gabriel von Eyb die Mahlmühle an Michl Mülln aus Weißenburg in Bayern. 1613 kaufte sie Fürstbischof Johann Christoph von Westerstetten wieder zurück. 1630 wurde Georg Jäck von Altendorf bei Mörnsheim neuer Besitzer. 1685 erwarb Fürstbischof Marquard Schenk von Castell das Hammerwerk erneut und ließ es instand setzen. 1710 spezialisierte sich der Betrieb auf die Herstellung von Blechen.
Bei der Säkularisation kam das Werk 1803 an das Fürstentum Toskana, dann zum  bayerischen Staat bzw. zu den Herzögen von Leuchtenberg und schließlich endgültig zum Königreich Bayern. Der bayerische Staat verkaufte das Werk und die Anwesen an Privatleute.
Nachdem 1840 noch ein neues Hüttengebäude errichtet worden war, wurde das Hammerwerk 1882 aufgelassen. Später dienten die Gebäude verschiedenen Fabrikationszwecken: als Bleistiftfabrik, Bronzewerk, zur Asbestpappenherstellung, als Glasschleiferei sowie als Holzwolle- und Metallfadenfabrik. Bei der Altmühlregulierung 1926/28 wurden mehrere Gebäude abgerissen. Am 1. Januar 1972 wurde die Gemeinde Eberswang, zu der Hagenacker gehörte, in den Markt Dollnstein eingegliedert.

## Baudenkmäler
- Von der Anlage existiert noch das Herrenhaus, ein stattlicher Giebelbau mit Kalkplattendach aus dem 17./18. Jahrhundert mit hölzernem Erker zur Straße hin, angefügt in der zweiten Hälfte des 19. Jahrhunderts.
- Der nördliche Ortsbereich liegt unter mächtigen Prallhangfelsen der Urdonau, die als Vogelschutzgebiet ausgewiesen sind. Es besteht ein ganzjähriges Kletterverbot.
- Die im nördlichen Ortsbereich stehende neuromanische Weihersfeldkapelle mit Dachreiter stammt von 1868.
- Zwischen Hagenacker und Eßlingen befindet sich ein 633 Meter langer Eisenbahntunnel, der Eßlingerbergtunnel, dessen steinerner Einfahrtsbogen vom Altmühltal-Radweg überquert wird; von dort aus hat man einen guten Ausblick auf das Tal von Hagenacker.

## Tourismus
Am gegenüberliegenden Altmühlufer hat der Landkreis Eichstätt einen Zelt- und Rastplatz insbesondere für Bootsfahrer errichtet. Der Altmühlhöhenunterschied kann hier in einer natürlichen „Bootsrutsche“ überwunden werden.